# Павлов, Владимир Фёдорович
Павлов Владимир Фёдорович (25 августа 1918 — 6 апреля 1998) — командир корабля транспортной эскадрильи Авиационной группы особого назначения (18-я воздушная армия), старший лейтенант.

## Биография
Родился в деревне Попово (ныне — Кардымовского района Смоленской области) в семье крестьянина. Русский. Член ВКП(б)/КПСС с 1947 года.
В 1938 году окончил три курса Смоленского финансово-экономического техникума. В том же году по комсомольскому набору направлен в Тамбовскую лётную школу Гражданского воздушного флота (ГВФ). Окончил её в 1940 году и работал пилотом-инструктором учебной эскадрильи в городе Пензе.

## Участие вВеликой Отечественной войне
В Красной Армии с января 1942 года.
Назначен командиром корабля в транспортную авиацию Западного фронта. На тяжёлой транспортной машине совершал боевые вылеты за линию фронта в глубокий тыл противника к партизанам Смоленщины, Белоруссии, Украины, Крыма. Он сбрасывал десанты, доставлял оружие и боеприпасы, вывозил раненых. Летать приходилось в любую погоду, днём и ночью, под зенитным огнём, отбивая атаки истребителей врага.
В декабре 1943 года Владимир Федорович был награждён медалью «За отвагу», а в июле 1944 года медалью «Партизану Отечественной войны» 1-й степени.
Особо отличился при обеспечении боевых действий Народно-освободительной армии Югославии. Авиационная группа особого назначения, в которую в мае 1944 года был включён Павлов, базировалась на аэродроме Бари в Италии, имела на вооружении американские транспортные самолёты «Дуглас» Си-47. Экипаж Павлова в небе над Балканами провёл 177 часов, доставил югославским партизанам свыше 61 тонн боеприпасов, продовольствия и вооружения, вывез 224 раненых, перебросил через линию фронта 213 бойцов и офицеров. В одном из вылетов вывез из партизанского отряда в Италию 32 лётчика со сбитых американских самолётов, и это при нагрузке самолёта — 21 человек.
В мае 1944 года экипаж Владимира Павлова, перелетев через Иран, Сирию и Египет, прибыл на англо-американский военный аэродром Барии, на юге Италии. Его назначили в авиагруппу особого назначения, снабжавшую партизан Балканского полуострова.
В исключительно сложной обстановке высокогорной местности, без прикрытия истребителей до октября 1944 года Павлов совершил 37 вылетов в тыл противника и 24 раза производил посадки на горных партизанских аэродромах. Каждая такая посадка была сопряжена с огромным риском. Ведь аэродромы небольшие, расположены среди высоких гор, и разыскать их было нелегко. Однако экипаж Владимира Павлова успешно выполнял все задания командования.
2 сентября 1944 года один из самолётов авиагруппы при посадке в горах получил повреждение. В этом районе гитлеровцы вели наступление, и возникла угроза, что машина, экипаж и раненые партизаны могут погибнуть. Вражеские истребители обнаружили партизанский аэродром и непрерывно патрулировали над ним. На выручку товарищам вылетел Владимир Павлов. Погода была нелётной. По всему маршруту над морем и в горах бушевали грозы, сплошная облачность опускалась до 600 метров, а высота окружающих гор превышала 800 метров. Каждую секунду машина могла врезаться в землю, но Павлов сумел довести самолёт до цели, совершил посадку, доставил к поврежденной машине запасные части и ремонтно-техническую бригаду. В эту же ночь он совершил ещё один вылет — доставил партизанам оружие и вывез раненых. На следующий день поврежденный самолёт был исправлен и благополучно вернулся на свою базу.
18 сентября 1944 года Павлов вместе со своим земляком лейтенантом Михайловым получил особо важную задачу: перебросить на своих самолётах группу руководящих офицеров Народно-освободительной армии Югославии с острова Вис в Адриатическом море к партизанским соединениям, сражавшимся в тылу противника. Выполняя этот полёт, советские самолёты пересекли всю территорию Югославии, занятую врагом, и благополучно вернулись на свой аэродром.
В ночь с 4 на 5 октября 1944 года гвардии лейтенанту Павлову было поручено выполнение сквозного рейса с аэродрома Бари к командованию советских войск в Румынии. Владимир Федорович ночью совершил посадку на крохотном горном аэродроме в тылу фашистов, захватил группу советских и югославских офицеров и переправил их через линию фронта. Заправив машину горючим, он снова вернулся к партизанам, взял раненых и доставил их в Бари. Всего в эту ночь Павлов пролетел более 2500 километров над вражеской территорией и совершил две посадки на горном партизанском аэродроме.
Всего к маю 1945 года лейтенант Павлов совершил 350 боевых вылетов через линию фронта, из них 80 с посадкой в тылу противника для доставки грузов партизанам, эвакуации раненых, а также на выброску десанта.
Указом Президиума Верховного Совета СССР от 29 июня 1945 года за героизм, упорство и высокое летное мастерство при выполнении особо важных заданий командования по обеспечению боевых действий Народно-освободительной армии Югославии лейтенанту Владимиру Фёдоровичу Павлову присвоено звание Героя Советского Союза с вручением ордена Ленина и медали «Золотая Звезда» (N 7987).

## Послевоенное время

Могила Павлова на Троекуровском кладбище Москвы.

С 1946 года старший лейтенант Павлов — в запасе. До 1977 года работал пилотом гражданской авиации. Летал командиром корабля Ил-18 на международных авиалиниях, общий налёт составил более 4 миллионов километров.
Жил в Москве. Похоронен в Москве, на Троекуровском кладбище.

## Награды
- Герой Советского Союза (29.06.1945, медаль № 7987).
- Орден Ленина.
- Орден Красного Знамени.
- Орден Отечественной войны 1-й степени.
- Орден Трудового Красного Знамени.
- Медаль «За отвагу» (декабрь 1943 года).
- Медаль «Партизану Отечественной войны» 1-й степени (июль 1944).
- Медали, иностранные ордена и медали.

## Память
- Имя Павлова увековечено на Аллее Героев в Сквере Памяти Героев в Смоленске.
- Именем Павлова Владимира Федоровича названа улица в его родном городе Смоленске.
- В парке на Аллее Славы во Внуково, где он жил, установлен стенд с информацией о нём.
- Также имя Павлова Владимира Федоровича выгрировано в Зале Славы в Музее Победы на Поклонной горе.